# Pierre Failliot
Pierre Failliot (Francia, 25 de febrero de 1887-31 de diciembre de 1935) fue un atleta francés, especialista en la prueba de 4 × 400 m en la que llegó a ser subcampeón olímpico en 1912.

## Carrera deportiva
En los JJ. OO. de Estocolmo 1912 ganó la medalla de plata en los relevos 4x400 metros, con un tiempo de 3:20.7 segundos, llegando a meta tras Estados Unidos (oro) y por delante de Reino Unido (bronce), siendo sus compañeros de equipo: Robert Schurrer, Charles Lelong y Charles Poulenard.